# Cameron Lake, Alberta
Cameron Lake är en sjö i Kanada.   Den ligger i provinsen Alberta, i den södra delen av landet, 2 900 km väster om huvudstaden Ottawa. Cameron Lake ligger 1 662 meter över havet. Arean är 1,4 kvadratkilometer.Den sträcker sig 2,2 kilometer i nord-sydlig riktning, och 1,2 kilometer i öst-västlig riktning.
Trakten runt Cameron Lake består i huvudsak av gräsmarker. Trakten runt Cameron Lake är nära nog obefolkad, med mindre än två invånare per kvadratkilometer.